# キッド・マッコイ
チャールズ・"キッド"・マッコイ（Charles "Kid" McCoy、本名：ノーマン・セルビー (Norman Selby)、1872年10月13日 - 1940年4月18日）は、アメリカ合衆国出身の元プロボクサー。

## 来歴
1897年12月17日、ダン・クリードンを15RTKOで倒して初世界タイトルを取得。その後も階級を問わず闘い、1904年には初代世界ライトヘビー級王座をジャック・ルートと争ったが判定で敗れた。翌年引退したがカムバック、その後も引退とカムバックを繰り返した。
優れた技巧派であった反面、一種の奇人で、対戦相手を油断させるため病身を装ってリングに上がったり、セコンドに画鋲を仕込ませて相手に踏ませたり、試合中に相手に話しかけ、その隙に乗じてパンチを浴びせダウンさせたりなど、反則紛いの変則ファイトでも知られる。私生活でも8回結婚を繰り返したり、同居していた不倫相手を射殺するなど、奇行を繰り返したという。また、1935年には湖に転落した児童6人を救い出した。1940年、睡眠薬の過剰摂取による自殺を遂げた。遺書には「この世は狂っている」と書かれていた。

## 通算戦績
106戦84勝（64KO）7敗6引分6無判定試合3無効試合